# Фурманов
Фурманов (рус. Фурманов) град је у Русији у Ивановској области.

## Становништво
| 1939.  | 1959.  | 1970.  | 1979.  | 1989.  | 2002.  | 2010.  |
| ------ | ------ | ------ | ------ | ------ | ------ | ------ |
| 36.062 | 38.225 | 40.155 | 44.192 | 46.182 | 40.874 | 36.144 |